# Tetranthera floribunda
Tetranthera floribunda là loài thực vật có hoa trong họ Nguyệt quế. Loài này được Champ. ex Benth. miêu tả khoa học đầu tiên năm 1853.